# Robert Orr
Robert Dunkerson Orr (17 de noviembre de 1917 - 10 de marzo de 2004) fue un líder político estadounidense, diplomático y gobernador de Indiana de 1981 a 1989. Fue miembro del Partido Republicano.

## Carrera política
Después de sus términos como gobernador, Orr fue nombrado por el presidente estadounidense George H. W. Bush como el embajador de Estados Unidos en Singapur, cargo que ocupó hasta 1992.
- Datos: Q885601
- Multimedia: Robert D. Orr / Q885601